# کارلوس سانتیانا
کارلوس آلونسو گونزالس (زاده ۲۳ اوت ۱۹۵۲)، که به نام سانتیانا مشهور شده‌است، بازیکن بازنشسته اسپانیاییست که در پست مهاجم بازی می‌کرد.